# Klaus D. Koch
Klaus D. Koch (* 26. Juli 1948 in Ellefeld) ist ein deutscher Chirurg und Aphoristiker sowie Fach- und Sachbuchautor.

## Leben
Koch studierte Medizin in Greifswald und Rostock. Nach der Promotion absolvierte Koch die Facharztausbildung Chirurgie an der Universitätsklinik Rostock. Ab 1982 arbeitete er als Stationsarzt und ab 1989 als Oberarzt in der Unfallchirurgie, Allgemeinchirurgie und Intensivmedizin der Chirurgischen Universitätsklinik Rostock. Er habilitierte 1989 über das Thema „Pankreasgängigkeit von Antibiotika“ und erhält 1992 die Lehrberechtigung für das Fach Chirurgie. Seit 1993 betreibt Klaus D. Koch eine eigene chirurgische Praxis in Tessin, im Landkreis Rostock.
Koch entdeckte während seines Studiums die Aphoristik für sich und publizierte 1978 erste Aphorismen in der Presse. So erschienen unter anderen Beiträge in den Anthologien Kein Blatt vorm Mund im Verlag Tribüne und Das Trojanische Steckenpferd im Eulenspiegel-Verlag. Seit dem ersten eigenen Buch U-Boote im Ehehafen 1993 hat Koch  weitere Bücher mit Aphorismen und Epigrammen veröffentlicht. Typisch für alle Bücher ist ein Zusammenspiel von Aphorismen und Illustrationen. Die Bücher von Klaus D. Koch wurden illustriert von Feliks Büttner, Peter Bauer und Inge Jastram und grafisch gestaltet von Gerd Max Lippmann. Zudem veröffentlichte Koch drei Kinderbücher mit Reimen, die von Manfred Bofinger illustriert wurden.

## Werke

### Aphorismenbücher
- U-Boote im Ehehafen, Aphorismen. illustriert von Feliks Büttner. 3. Auflage. Edition Temmen, 2000, ISBN 3-86108-130-X.
- Klitzekleine Stolpersteine, Epigramme und lose Sprüche. illustriert von Feliks Büttner. Edition Temmen, 1996, ISBN 3-86108-126-1.
- Das Ding an sich, Sprüche. illustriert von Feliks Büttner. Edition Temmen, 1998, ISBN 3-86108-136-9.
- Hellwache Träume, Aphorismen, Epigramme, Gedichte. illustriert von Feliks Büttner. Edition Temmen, 2000, ISBN 3-86108-138-5.
- Mitten im Paradies-Gedichte für Dich. illustriert von Feliks Büttner. Edition Temmen, 2005, ISBN 3-86108-182-2.
- Neue Ufer voller Altlasten, Aphorismen und Epigramme. illustriert von Feliks Büttner. 2. Auflage. Edition Temmen, 2006, ISBN 3-86108-142-3.
- Verhexte Texte – verzauberte Worte, Gedichte und Aphorismen. illustriert von Feliks Büttner. 3. Auflage. Edition Temmen, 2006, ISBN 3-86108-177-6.
- Blindgänger und Lichtgestalten, Aphorismen. illustriert von Feliks Büttner. Edition Temmen, 2006, ISBN 3-86108-997-1.
- Hiergeblieben! Wendezeitlose Sprüche. Aphorismen und Epigramme. illustriert von Feliks Büttner. 3. Auflage. Edition Temmen, 2008, ISBN 978-3-86108-131-9.
- Der neue deutsche Nasführer, Aphorismen. illustriert von Feliks Büttner. 3. Auflage. Edition Temmen, 2008, ISBN 978-3-86108-116-6.
- Totgelachte leben länger. Schwarze Kinderreime nur für Erwachsene. illustriert von Peter Bauer. GOH Verlag, 2008, ISBN 978-3-9812429-0-4.
- Geist ist geil, Aphorismen und Miniaturen. illustriert von Inge Jastram. Edition Temmen, 2010, ISBN 978-3-8378-7006-0.
- Keine Diagnose durch die Hose, Anekdoten und Aphorismen. illustriert von Feliks Büttner. Edition Temmen, 2013, ISBN 978-3-8378-7024-4.
- Grosse Klappentexte, Aphorismen. illustriert von Feliks Büttner. Edition Temmen, 2014, ISBN 978-3-8378-7028-2.
- Lach den Weg frei, Aphorismen, Gedichte, Sprüche. illustriert von Feliks Büttner. Edition Temmen, 2016, ISBN 978-3837870374.
- Erotik des Waldes, Gezeitenlose Worte – Freiwildernde Bilder. mit Fotografien von Michael Tank. Edition Temmen, 2017, ISBN 978-3-8378-7049-7.
- Grosses KOCH-BUCH: Aphorismen Gedichte Anekdoten. illustriert von Feliks Büttner. Edition Temmen, 2018, ISBN 978-3-8378-7054-1.
- Bis auf Klaus... Rabenschwarze Kinderreime. illustriert von Peter Bauer. Edition Temmen, Bremen 2020, ISBN 978-3-8378-7062-6.
- Duell der Aphorismen: Worte gegen Gendergaga. illustriert von Feliks Büttner. Edition Temmen, 2021, ISBN 978-3-8378-7063-3.

### Kinderbücher
- Ratze, Fatze, Bärentatze. Kinderreime für Kleine. Zeichnungen von Manfred Bofinger, Edition Temmen, 2005, ISBN 3-86108-187-3.
- Itze-Bitze-Zipfelmütze. Freche Kinderreime. Zeichnungen von Manfred Bofinger, Edition Temmen, 2. Auflage. 2005, ISBN 3-86108-178-4.
- Plitsche, Platsche, Moddergatsche, Kinderreime. Zeichnungen von Manfred Bofinger, Edition Temmen, 3. Auflage. 2005, ISBN 3-86108-134-2.

## Auszeichnungen
- 1988 Sauerbruch-Preis der Gesellschaft für Chirurgie der DDR[4]
- 2013 Förderpreis „Gutes Deutsch in Rostock“ vom Verein Deutsche Sprache e.V. und der Hansestadt Rostock[5]